# JAC J3
O J3 é um automóvel compacto produzido pela JAC Motors, de carroceira hatch com 5 portas e de carroceria sedan com 4 portas, chamada de J3 Turin.

## História

### Projeto
O projeto para o desenvolvimento do J3, chamado originalmente de JAC A107, e de sua versão sedan (J3 Turin) chamado originalmente de JAC A108 começou em 2005, quando a JAC Motors assinou um contrato em parceria com a Pininfarina para desenvolver seus carros compactos. Os carros foram apresentados oficialmente no Salão Internacional do Automóvel de Pequim em 2008. O modelo chegou as lojas no mesmo ano pelo preço sugerido de ¥ 59900. Seus principais concorrentes eram o Chery Celer, Toyota Etios, Suzuki Swift e Nissan March.
A versão hatch mede 3 965 mm (160 in) de comprimento, 1 650 mm (64,96 in) de largura, 1 465 mm (57,68 in) de altura. A distância de entre-eixo de 2 400 mm (94,49 in).

### Brasil
O carro chegou ao Brasil, no início de 2011, com a estratégia arrojada de marketing e comercialização do Grupo SHC, presidido pelo empresário Sérgio Habib, responsável pela entrada da Citroën e outras marcas no país. O apresentador Fausto Silva (Faustão) foi convidado pela JAC Motors para ser garoto propaganda da marca no país, especialmente do JAC J3, e logo ficou conhecido como o carro do Faustão. Com 6 anos de garantia, diversos itens de série que os concorrentes não possuiam e com preço mais acessível, o JAC J3 rapidamente ganhou diversos clientes, o que preocupou as concorrentes, com a possível entrada de outras marcas chinesas no mercado. O modelo vinha equipado com um motor 1.4L (1332 cc) VVT a gasolina, capaz de gerar 108 cv (79,4 kW) de potência a 6.000 rpm e torque de 14,1 kgf-m de torque aos 4.500 rpm, esse motor acompanhava uma transmissão manual de 5 velocidades.

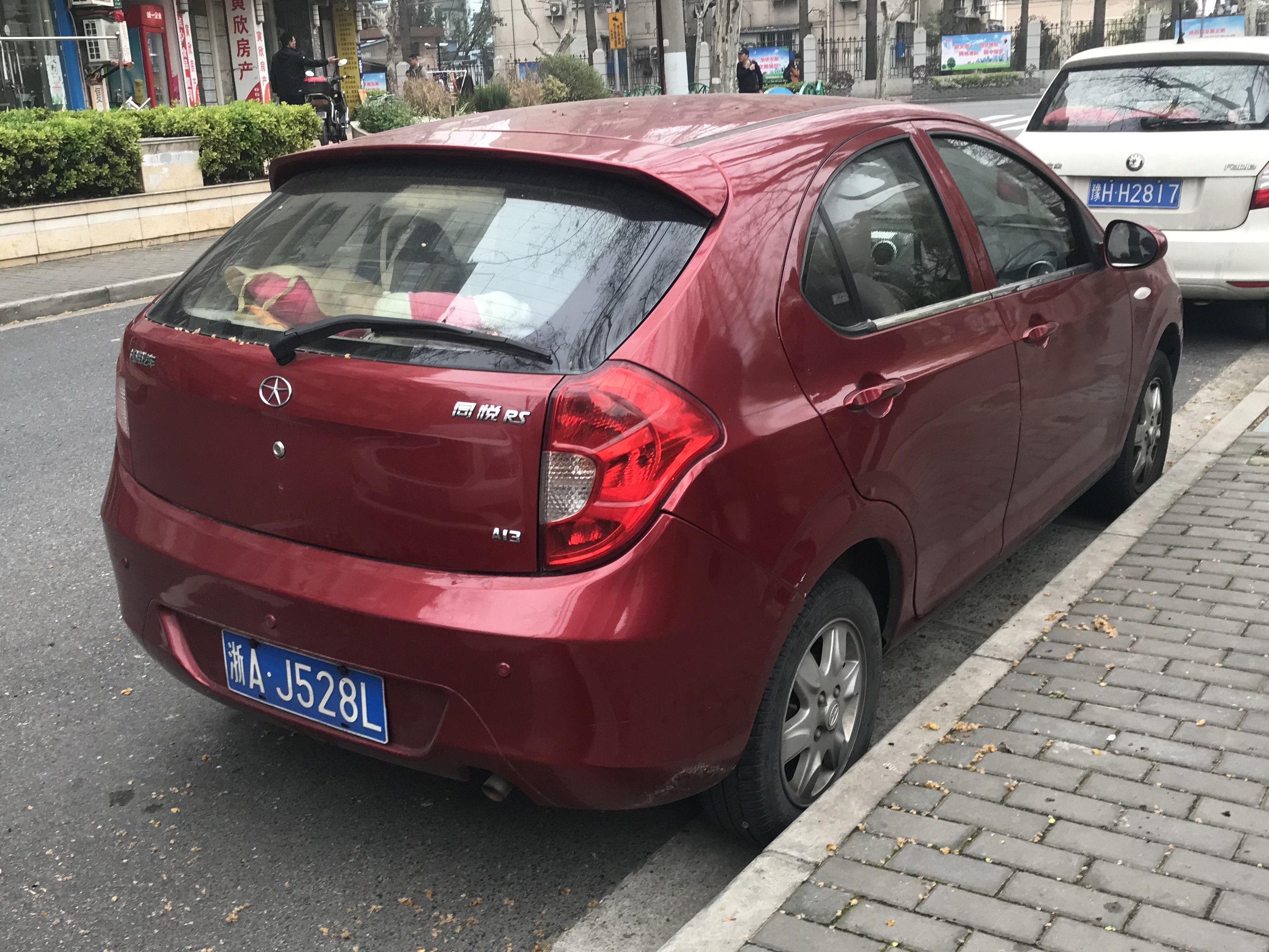
JAC J3 RS

Na época, ele vinha com alguns equipamentos tidos como diferenciais para sua faixa de preço, são eles: ar-condicionado, Direção hidráulica, faróis de neblina, faróis com regulagem de altura, ABS com EBD, airbags frontais, travas, vidros e retrovisores elétricos, alarme, chave com abertura remota, sensor de obstáculos traseiro e rádio CD/MP3 com entrada USB e seis alto-falantes de 50 W.
Em 2014, para se adequar as necessidades dos brasileiros e conseguir benefícios fiscais, o J3 passou a oferecer o motor flex e foi criada uma nova versão chamada J3/J3 Turin S. O motor passou a ser o 1.5L (1499 cc) VVT, utilizado no JAC J5 e que gera 127 cv (93,4 kW) de potência a 6000 rpm quando abastecido à etanol e 125 cv (91,9 kW) @ 6000 rpm quando abastecido à gasolina. Além do ganho de potência o motor também ganhou um sutil aumento de torque, 15,4 kgf-m (151 Nm) e 15,7 kgf-m (154 Nm) @ 4000 rpm, quando abastecido com etanol e Gasolina respectivamente.
Fora as mudanças no motor, o resto do carro também sofreu alterações, incluindo novo painel, nova grade frontal, novas lanternas e novos para-choques dianteiro e traseiro, que foram redesenhados. Os equipamentos de série continuaram os mesmos, porém o veiculo perdeu algumas opções de customização disponíveis anteriormente nas concessionárias.
Os modelos saíram de linha no Brasil em 2017 e foram substituídos pelo SUV compacto: JAC T40.

## JAC J3 Turin
O J3 Turin foi a versão sedan do JAC J3. O seu nome é em homenagem à cidade de Turim, na Itália, sede da Pininfarina que fez o design das versões hatch e sedan do JAC J3. Na China, ele possuía um nome próprio (JAC Heyue Binyue), diferentemente da versão hatch que era chamada de JAC Heyue Tongyue.
Ele foi comercializado juntamente com a versão hatch em diversos países do mundo, possuíndo a mesma motorização, transmissão, tração e design semelhante. O entre-eixos, largura e altura também são idênticas a versão hatchback. Variando apenas no peso 1.100 kg contra 1.060 do hatch, o comprimento também é maior, possuindo 4155 mm contra 3965 do hatch. Seu porta-malas leva 490 L contra 346 do hatchback.
Em 2014, também recebeu o face-lift e nova motorização flex, juntamente com o hatchback.
Diferentemente de seu irmão, a versão sedan decepcionou nas vendas no Brasil.

## Outras versões
O JAC J3 também possui uma versão elétrica, chamada de JAC iEV4, comercializado em alguns países do mundo.
Também possuiu uma versão off-road, denominada de J3 Cross ou Tongyue Cross. Esta não foi comercializada no Brasil, assim como a versão elétrica.

## Teste de segurança do Latin NCAP
A versão hatchback do JAC J3 foi testado pelo Latin NCAP em maio de 2012, o veículo tirou apenas 1 estrela para os adultos, e apenas 2 estrelas para as crianças.
O JAC J3 apenas continha dois itens de segurança: airbag frontal para motorista e passageiro e protensores do cinto da frente.

### comentários
Adultos:
No impacto frontal, a cabeça e o peito do motorista comprimem o airbag até o fundo, a estrutura não é capaz de suportar maiores cargas que as da batida. Foram observadas estruturas perigosas na área do painel que poderiam impactar os joelhos dos passageiros. A proteção proporcionada à parte inferior das pernas foi mediana, a área dos pés do lado impactado sofreu uma grande deformação, assim aproximando aos pedais dos pés do motorista, o que representa um risco para a parte inferior das pernas pela intrusão e o bloqueio dos pedais.
Crianças:
A cadeirinha infantil para a criança de três anos não conseguiu evitar um excessivo deslocamento para diante no impacto, as instruções de instalação em ambos os assentos infantis eram insuficientes, não ficando unidas de forma permanente aos bancos. O veículo advertia sobre os perigos associados à instalação de uma cadeirinha infantil olhando para trás no banco do acompanhante com um airbag ativo.